# Псевдо-Аполлодор
Псевдо-Аполлодор — неідентифікований давньогрецький письменник, помилково ототожнювався з Аполлодором Афінським. Автор «Бібліотеки» (в історичній літературі прийнято назву «Міфологічна бібліотека») — твори у 3-х томах, які являли собою велике зібрання традиційної грецької міфології і героїчних легенд. «Бібліотека» на сьогоднішній день є одним з найважливіших джерел з грецької міфології. Збереглася тільки частина цього твору, але не в оригіналі, а переписана для бібліотеки кардинала Бессаріона в XV ст. Вперше твір видав у Римі в 1555 р. Бенедетто Еджо.
Увесь троянський цикл є втраченою частиною «Бібліотеки». Цю лакуну заповнюють дві Епітоми — Ватиканська (відкрив 1885 року Вагнер у складі одного з Ватиканських кодексів XIV ст. (Cod. Vatic. 950) і видав 1891 р.) та Сабаітська (відкрив 1887 року Пападопуло-Керамевс у Саббаітському монастирі в Єрусалимі). Тексти цих епітом поєднав Фрезер у виданні «Бібліотеки» в серії «Loeb Classical Library» 1921 року. Він додав у деяких місцях необхідні для відновлення зв'язку тексти з творів Цеціса («Хилиади» та «Схолії до Лікофорону») та Зенобія, що походили з «Бібліотеки». Епітома ще стисненіша та лаконічніша за «Бібліотеку», варіанти традицій і посилання на джерела наведено рідше.
Аполлодор згадується в декількох місцях «Бібліотеки» як її автор. Тим не менш, детальний аналіз тексту показав, що даний Аполлодор (ім'я, поширене в Стародавній Греції) не міг бути відомим граматиком Аполлодором Афінським, зокрема, тому, що в тексті цитується римський автор Кастор Родоський, сучасник Цицерона. З даної причини автор тексту іменується «Псевдо-Аполлодором», так як більше ніяких даних наука про нього не має.

## Зміст «Бібліотеки»
- Перша книга починається з Теогонії (І, 1-5), далі розповідає про Гігантомахію та про рід Девкаліона (І, 8-9) і закінчується детальною історією походу Аргонавтів (І, 9).
- Друга книга починається з заяви автора, що після розповіді про рід Девкаліона він переходить до історії роду Інаха (ІІ, 1-8). З глави 4 починається розповідь про Геракла та історію його подвигів, що закінчується списком синів Геракла (ІІ, 7). Далі викладено оповідь про Гераклідів, що закінчується описом загибелі Темена та Кресфонта.
- Третя книга починається з історії рода Агенора та критських міфів (ІІІ, 1-3). З 4 глави йдеться про історію роду Кадма — оповіді про Едіпа, похід сімох проти Фів (ІІІ, 6) та про Епігонів (ІІІ, 7). У двох наступних главах подано Аркадійські міфи, історію Пелазга. за якою йде історія роду Атланта. Майже без зв'язку з попереднім автор переходить до роду Асопа та Еака (ІІІ, 16, 6) і так само несподівано (ІІІ, 14) починає виклад аттичних міфів від давніх царів Афін до подвигів Тесея.

На цьому переривається відомий нам текст.

## Зміст «Епітоми»
- І глава викладає міфи про Тесея, що їх немає у ІІІ книзі «Бібліотеки».
- ІІ главу присвячено історії роду Пелопа до одруження Менелая та Єлени.
- ІІІ глава оповідає міфи троянського циклу від «яблука розбрату» до переліку союзників Трої.
- IV глава коротко переказує події «Іліади».
- V глава оповідає події після «Іліади» від вбивства цариці амазонок Пентесілеї Ахіллом до загибелі Трої, поділу здобичі та засудження Еанта.
- VI глава розповідає про повернення героїв додому.
- VII глава викладає зміст «Одісеї» і повідомляє про долю Одісея, Пенелопи та Телегона, сина Одісея від Кірки, що, мабуть, є переказом кіклічної поеми «Телегонія».

## Переклади та посилання
- Аполлодора грамматика афинейского, Библиотеки, или О богах. [Пер. А.Баркова, с предисл. Ф. Прокоповича]. — М., 1725.
- Аполлодора Афинейского баснословие, или Библиотека о богах, книга I и II. [Пер. В. С. Подшивалова]. — М., 1787. — 143 с.
- Аполлодор. Мифологическая библиотека / Пер., ст. и прим. В. Г. Боруховича. Отв. ред. Я. М. Боровский. (Серия «Литературные памятники»). — Л. : Наука, 1972. — 216 с. — 50000 экз.
- Аполлодор. Мифологическая библиотека / Пер., предисл. и комм. А. Шапошникова. — М. : Эксмо, 2006. — 413 с. — ISBN 5-699-18359-0.
- Online Text: Apollodorus The Library translated by J. G. Frazer segmented text with copious footnotes
- Online Text: Apollodorus The Library translated by J. G. Frazer condensed text (4 pgs)
- Apollodorus of Athens and the Bibliotheca